# Tarihant

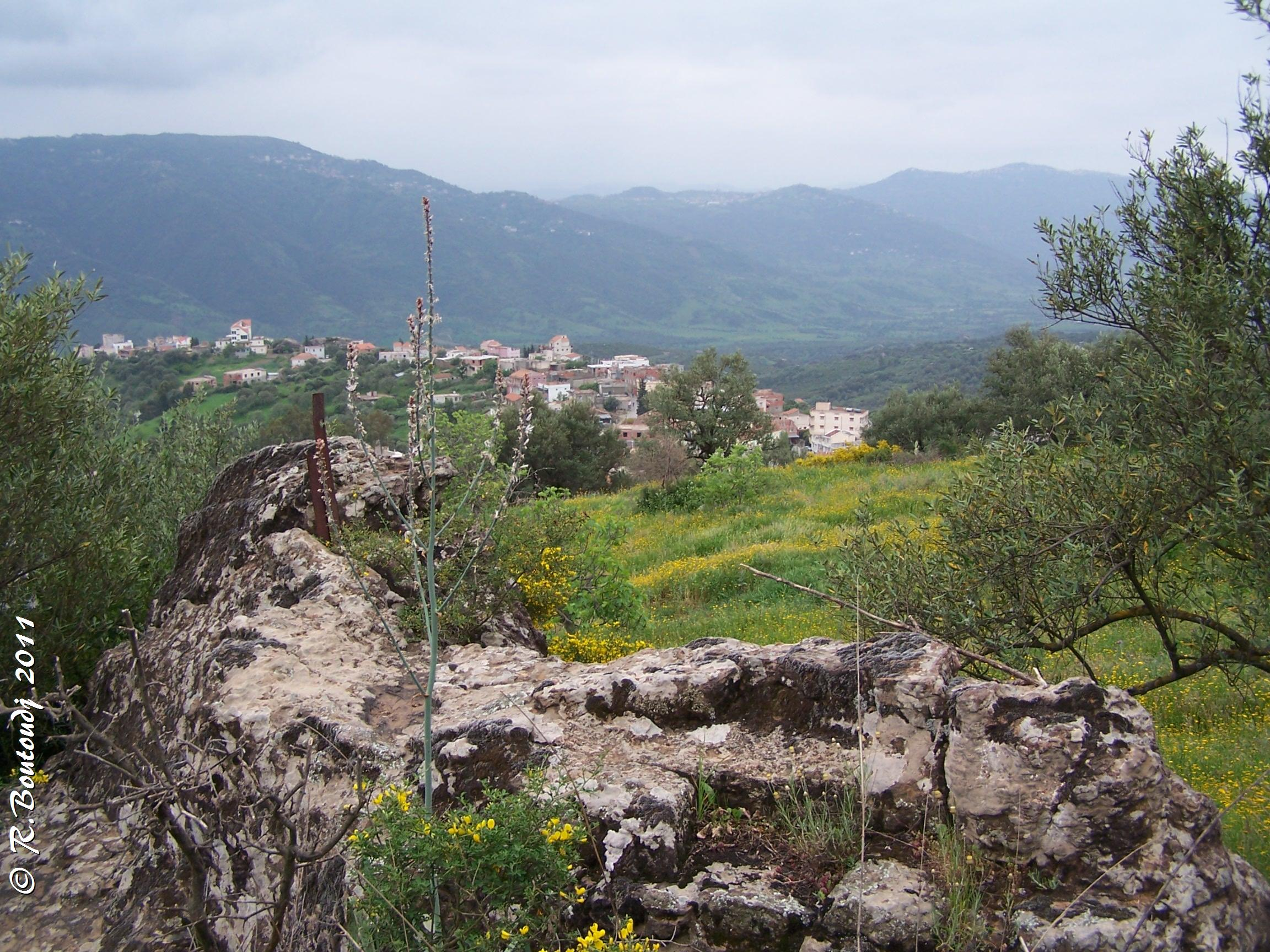
Le village et ses environs.

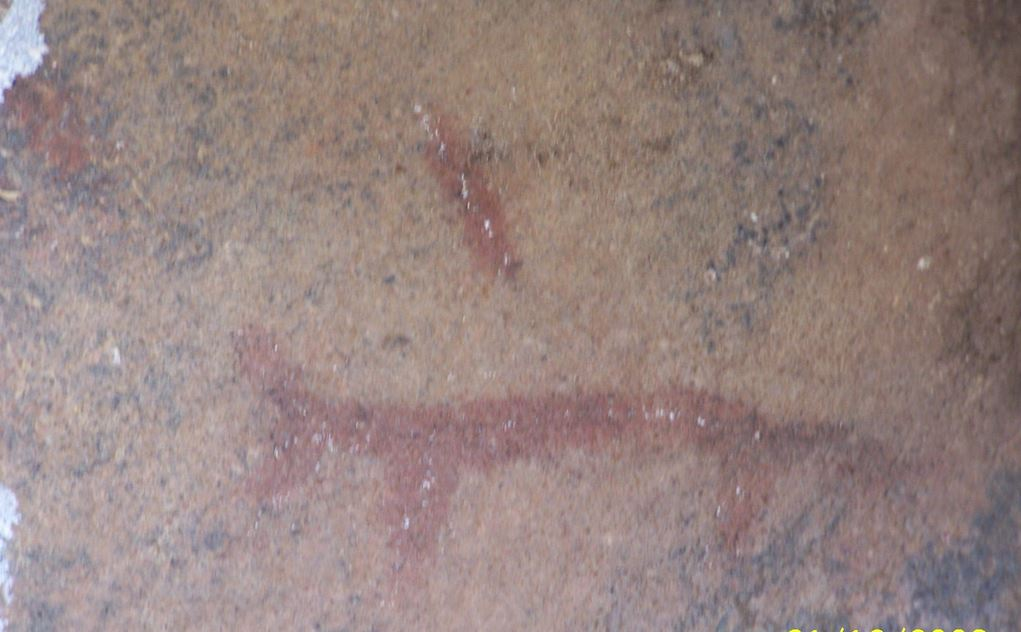
Image d'une figure rupestre à Azru Tezizwa (le rocher des abeilles) à Tarihant.

Tarihant est un village kabyle de la commune de Boudjima dans la wilaya de Tizi-Ouzou située au nord de l'Algérie. Le village se trouve à environ 130 km à l’est de la ville d'Alger. Tarihant qui veut dire en français le myrte doit son nom au fait que les fondateurs de ce village qui s’installèrent près d'une source d'eau colonisée par cet arbrisseau. Il s'agissait de trois frères Moussa Wali, Qaci Wali et Yahia Wali originaires de la haute Kabylie dans le Djurdjura. Ces derniers se réfugièrent à Tarihant au milieu du 16 èmesiècle après après avoir assassiné un Sultan. On raconte que les trois frères furent le fer de lance d'une révolte qui contrecarrait les velléités des forces turques en terre kabyle.
Mais Tarihant a une existence plusieurs fois millénaire et tire sa notoriété des nombreux sites préhistoriques qui jalonnent son territoire. Dans ce village on dénombre une multitude de rochers parfois organisés en chaine, clairsemés à des endroits, qui confèrent au village l’allure d’une citadelle naturelle protégée par des remparts mégalithiques. Certains de ses remparts habiritent à leurs sommets et sur les flancs de foisonnants chênes-lièges et par une teigneuse végétation de garrigue, endémique à cette douce latitude. Ces mastodontes trônent tel un bastion protecteur qui surplombe la contrée tout entière. Ces immenses mégalithes veillent sur le village comme des tours abritant des sentinelles silencieuses et inertes.
La lande de Tarihant est auréolée d’un vigoureux maquis où des houppes de cistes, des nappes de genêts et des buissons de lentisque-pistachiers règnent sur les collines escarpées. Aux pieds des monolithes, la fougère est légion, la bruyère est somptueuse et l’arbousier se perche sur les parois inaccessibles des rochers comme si cueillir ses fruits était une invitation au défi et à l’audace. Quand l’amplitude de la terre décline celle-ci devient nourricière. Le prodigieux olivier s’y épanouit et abonde dans la vallée d’Azaghar.
La contrée connut une activité relativement importante durant la période antique. En témoignent les nombreux vestiges illustrés notamment par les pierres taillées qu'on retrouve au nord du village dans le site de Lafayer (La sentinelle). Tarihant est connu aussi pour être le lieu qui a enfanté une figure illustre de la chanson kabyle: Oultache Arezki,. C'est aussi le village dont est originaire l'histoirien kabyle Ali Guenoun.
Origine du nom Tarihant
L'histoire débute de temps de la disette, le froid sévissait, les montagnes couvertes de neige, tout était gelé et rien ne poussait en cette saison hivernale. Un beau jour Musa Wali faisait la sieste, sa jument avait faim, n'ayant rien à se mettre sous la dent, cette dernière confondait la barbe blanche de son maître et le foin qui se fait rare, elle s'agrippait de ses dents pour la bouter, Musa Wali sursaute, ne trouvant pas de quoi alimenter sa jument, il décide alors de partir loin, très loin, jurant de ne s'arrêter avant de trouver une jonchée où l'herbe les couvrait lui et sa pouliche.
En quête d’une terre nourricière où la glèbe est garante de substance en des temps âpres où les calamités déciment la population, Musa Wali enfourche sa jument et après avoir bravé les éléments et la rudesse des escarpements abruptes, met pied à "Alma Amrus". Un véritable Eden se dessine devant ses yeux médusés. Une eau fraîche et cristalline jaillit avec générosité d’une source, des terres arables s’étendent à l’horizon, des graminées à foisons jonchent les plaines, une végétation luxuriante s’épanouit à perte de vue…
L’explorateur y demeure trois jours et s’avise rapidement à instruire ses deux frères Akli et Yehya de sa découverte. La fratrie s’y hâte et jette avec promptitude son dévolu sur cette contrée vierge et s’y sédentarise.
Nous sommes à l’orée du XVIe siècle. Pour se prémunir des différents dangers, des assauts de brigands, des incursions des armées turques, et des attaques de fauves en tous genres, les trois frères (Qaci Wali, Musa Wali et Yehya Wali) invitent d’autres compagnons à les rejoindre pour s’établir sur ces landes hospitalières. Les prémices des premiers jalons d’une sédentarité durable sont jetés. Chemin faisant, au gré de moult alliances et au fil des mariages tribaux, des familles en hameaux se forgent faisant émerger des familles qui se distinguent par des noms divers. La croissance de la population et le besoin d’une affirmation sociale ont probablement incité certains à changer volontairement d'appellation, d'autres ont vu leur désignation écorchée par l'administration française, certains ont tout bonnement disparu tandis que d'autres ont quitté le village de force ou de leur propre grès.
L’avènement du village Tarihant peut être imputé directement à Hend Ulmulud descendant de Musa Wali. A Yit Wada se trouvait un sentier escarpé, traversant le village et faisant la jonction de Tissegwin à El Maden. Sur cette venelle menant vers Iftah, au lieu-dit Lvir Musa Wali s’épanouissait un buisson de myrte encombrant le passage. Pour éclairer la voie, Hend Ulmulud reprenait les limbes extérieurs, il en élague les branches inutiles et superflues pour en laisser une branche qui y végète avec grande vigueur pour laisser s’élancer un myrte endémique qui deviendra mythique, historique. La tige se densifie joliment, puis grandissait pour enfin devenir un petit arbre que l'on surnomme "Tarihant", un dérivé du buisson de Arihan "le Myrte". A cette époque le nom du village était At Mselem, un sobriquet attribué à la suite de l'abdication de des devanciers à se venger des armées turques qui ont tué vingt des leurs à "Tixaruva Macerin".

## Histoire de Tarihant

### Préhistoire et Période antique
À Tarihant se trouve le site antique de Lafayer, où gisent d'énormes pierres en blocs monolithiques étrangement semblables à ceux des vestiges de l'ancienne cité romaine de Tigzirt. En arpentant ce site de Lafayer, on s'aperçoit que chaque pierre témoigne d'un passé et d'une histoire fort riches. Leur disposition est éparse. Ils sont sporadiquement engloutis. Cela indique vraisemblablement qu'un éboulement de terrain ruina le village qui fut érigé.
Les sites historiques sont fort nombreux. parmi eux, on distingue plus particulièrement ceux de Azru Myazen, :  (« Myazen : s'envoyer l'un à l'autre »), Azru Tzizwa (« le rocher aux abeilles »), le site de Lafayer, Le site de Tamda Uqlwac (« le site du bief du bouc »), le moulin antique taillé à même la pierre de Ighil, etc.

### Histoire récente
L'histoire de Tarihant est à l'instar de celle qui dépeint bon nombre de villages kabyles c'est-à-dire que l'oralité est consubstantielle à l'émergence d'un imaginaire populaire mêlant mythes, affabulations et probablement une part de vérité dont nul ne peut,  en revanche témoigner ou établir la véracité. Les références renvoient invariablement à des pensée ou supputations héritées de longue date. Les théories à cet égard si elles ne s'affrontent pas, elles se contredisent et aucune n'est tenue d'être une référence absolue. Elles ont toutes le mérite d'exister. En voici les plus versions les plus répandues.
Il y a tout d'abord la version qu'a recueillie Ali Derdar, un passionné d'histoire de mythologie : les sites préhistoriques, au nord du village, révèlent des vestiges historiques (des ruines d'un village où l'on distingue des pierres taillées à la manière romaine). Il s'agit d'un village nommé Taqvilt (ancien nom de Tarihant) avec une entrée appelée les portes de Mach Qfal; s'agit-il de Mass Qval? parfois prononcé Qva, nom d'un site au sud de Taqvilt (Taxxamt n Ldjir aujourd'hui). Taqvilt possède une Kelâa (forteresse) et Lafayer (sentinelle) comme l'affirme un vers ancien : celui qui veut habiter un palais, la forteresse est à Garura (un lieu de Taqvilt). Après de multiples invasions par Iflissen (phéniciens) et un glissement de terrain, les habitants de Taqvilt avaient déménagé pour se rendre à Aït Aïssa Mimoun et Blida. Tqvilt s'était vidée, puis arrivèrent trois frères : Musa Wali, Kaci Wali et Yahia Wali. D'après les dires, ils avaient tué un sultan et pris la fuite pour se réfugier à Tarihant. Ils sont appelés aussi les Ait Vuseltan, d'où certains habitants aujourd'hui portent le nom de Seltani. Ces trois frères s'y installèrent (à côté d'un arbrisseau, appelé la myrte ou Tarihant en kabyle) et fondèrent leur maison. Puis arriva Mezian N'Yit Mezian pour renforcer les Walis. 
Aujourd'hui Moussa Wali, Qaci Wali et Mezian N'Yit Mezian ont fondé le peuple du village Tarihant. Yahia Wali a fondé les deux villages voisins de Taxxamt N Ldjir et Tissegwiin. 
La population actuelle de cette région dépasse 5 000 habitants.

### Période coloniale et guerre d'Algérie
Tarihant fut investi par l'armée française qui y créa une base militaire au centre du village. Le régiment 408e R.A.A. (Régiment d'Artillerie Antiaérienne) y prit ses quartiers jusqu'en 1962. Une zone d'atterrissage pour hélicoptères y même fut créée. Le village entier fut assiégé par l'armée française et les soldats firent ériger un fil barbelé qui encerclait toute la localité. A certains endroits des portes furent aménagées afin de permettre aux villageois de se rendre dans les champs. Un couvre-feu scrupuleux et systématique fut décrété chaque soir pendant toute la durée de la Guerre d'Algérie. L'enclavement du village devait couper tout ravitaillement pour les forces rebelles qu'étaient les maquisards. On raconte que ces derniers se faisaient approvisionner par des bergers au péril de leur vie. Parfois ils bravaient les clôtures barbelés pour rendre des visites nocturnes et éphémères à leurs familles. Tarihant de par sa situation géographique fut un lieu stratégique. Sa proximité avec la forêt de Mizrana et ses reliefs accidentés et boisés furent autant d'atouts qui devaient faciliter le mouvement des maquisards. Ce village qui a payé un lourd tribut pendant la guerre et comptait parmi ses rangs de nombreux soldats et quelques gradés qui avaient pris cause pour la lutte de libération nationale. Le blocus imposé au village par le régiment 408 RAA devait à jamais éloigner la population assiégée de ses combattants.

## Géographie
Tarihant est perché sur le versant sud du massif montagneux kabyle qui se jette en nombreuses échancrures dans la mer Méditerranée. Le village est au cœur d'une contrée escarpée recouverte d'un maquis dru où une végétation à feuilles persistantes fait la part belle aux paysages. Au nord, les escarpements laissent place à certaines vertes prairies prisées aussi bien par les bergers que par les bouviers tandis que les chevriers écument les reliefs les plus abruptes et les plus inhospitaliers. Au sud, le paysage se distingue par une oliveraie commune qui s'étale à perte de vue. La rivière Asif y délimite les terres du village.

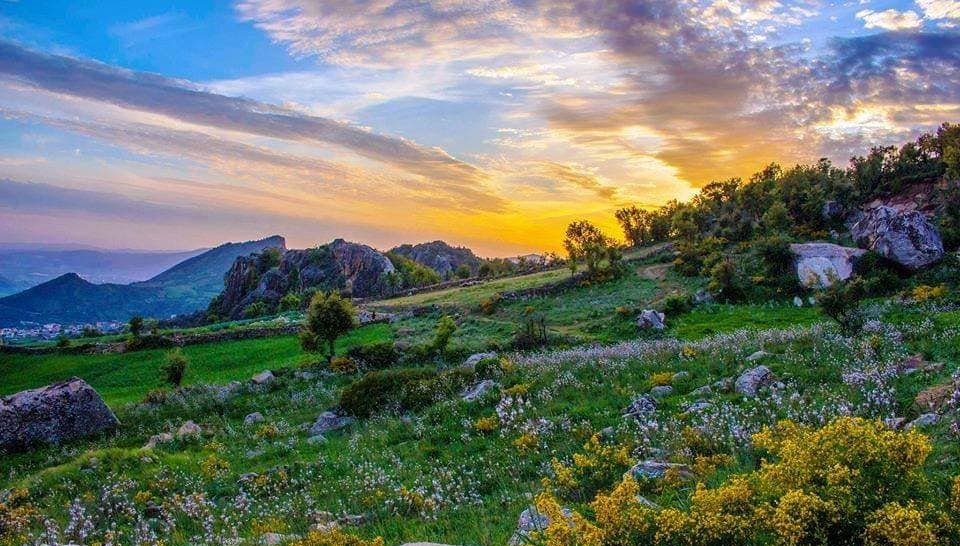
Prairie sur les hauteurs de Tarihant.

Tarihant dont l'histoire et la mythologie ne sauraient être dissociées des monolithes de grès qui essaiment sur tout le territoire local tire une partie de sa notoriété de ces énigmatiques massifs rocheux. Les plus fameux sont Lɛec Ufalku, Hidus, Lafayer, Garura, Azru Myazen et bien d'autres.

### Secteurs et quartiers de Tarihant
La population de Tarihant s'est répartie en fonction certainement de la répartition des terres par les fondateurs de ce village. Moussa Wali, Qaci Wali et Mezian N'Yit Mezian. De cette division sont nés les quartiers des Yit Qaci Wali, Yit Mezian , Yit Wada et Agwni.

#### Agwni
Agouni est le cœur du village. Les commerces et les magasins s'y trouvent en nombre. Il est le carrefour de tous les chemins vicinaux et de toutes les artères qui desservent le village. Agni veut dire un terrain relativement plat. Autrefois les habitants de Tarihant désignait ce lieu par Ibarayen puis par "Agni u Poktère" qui veut dire "plate-forme atterrissage pour Hélicoptère". Il faut rappeler que pendant la présence française au village, Agouni fut une base avancée de l'armée coloniale.
Agni connut jusqu'à l'orée des années 90 une activité économique saisonnière qui mettait le lieu en branle. La mythique huilerie Boutoudj & Fils battait son plein. On y faisait extraire fraîchement l'huile d'olive. Des amoncellements de marc jonchaient alors la place au plus fort de l'activité.
Annar Ufela
Annar Ufella est le quartier nord de Tarihant. Annar Ufella veut dire " L'aire des Hauteurs", dans ce cas précis, cette dénomination désignait "l'Aire à battre" du blé. Au lendemain de l'indépendance le lieu n'était qu'une dérisoire platitude cernée de maquis et sillonné par un sentier menant à "Iɣil". Naguère sur la placette d'Annar, les habitants opéraient le battage de blé et de légumineuses grâce aux mulets et aux ânes qui étaient alors des auxiliaires indispensables à l'activité économique du village. À Annar, les récoltes étaient soumises au foulage, par piétinement humain ou animal, c'est qu'on appelle le dépiquage. En arpentant le quartier d'Annar, il n'est pas aisé de se figurer que jadis, après les moissons, les yeux de chaque citoyen étaient rivés vers cette aire car la subsistance tout entière du hameau fut tributaire de la récolte. Par la suite, Annar devint tour à tour une agora, une aire de jeu pour enfants avant de subir un sort funeste. En effet, d'une bourgade aux allures champêtres, Annar est devenu aujourd'hui un village dense. L'aire, qui fut autrefois un attribut de subsistance et un havre de récréations, est rognée de toutes parts. Il n'en demeure que vagues mélancoliques souvenances dans la mémoire des aînés. 
Yit Wadda
Yit Wadda se réfère aux "Gens d'en bas" c'est le quartier sud du village, appelé aussi le quartier des "Italiens". 

## Hydrographie

### Climat

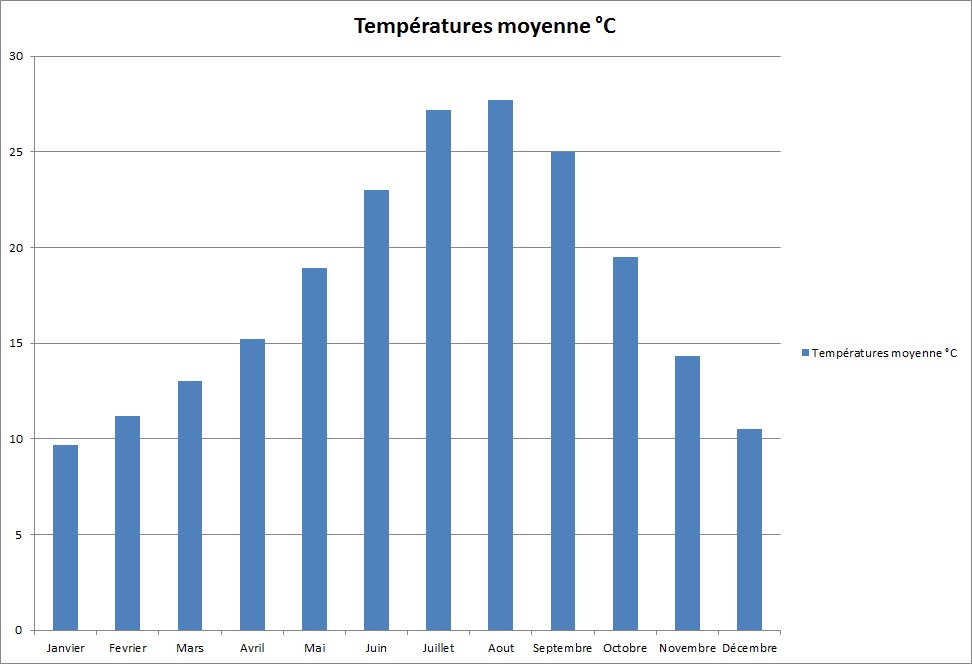

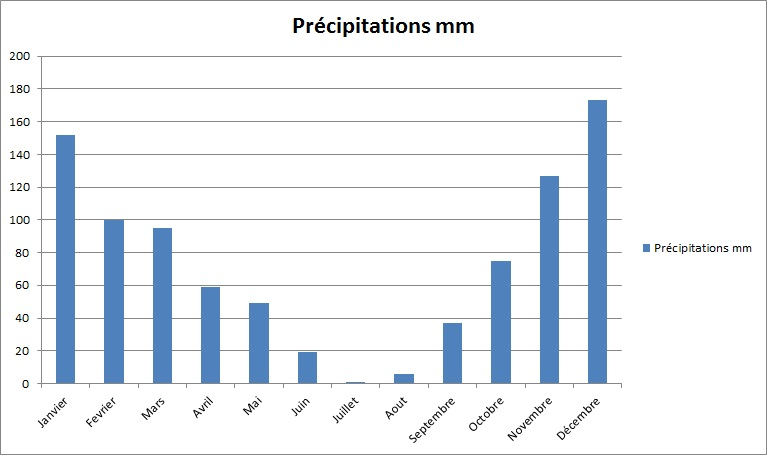

Tarihant à l’instar des régions du bassin méditerranéen jouit d’un climat où les quatre saisons s’illustrent d’une façon immuable. Chaleur en été, froid en hiver et douceur au printemps et en été.
| Mois                   | Janvier | Février | Mars | Avril | Mai  | Juin | Juillet | Aout | Septembre | Octobre | Novembre | Décembre |
| Température moyenne °C | 9.7     | 11.2    | 13   | 15.2  | 18.9 | 23   | 27.2    | 27.7 | 25        | 19.5    | 14.3     | 10.5     |

## Démographie

### Population
La population de Tarihant est estimée à 6 000 habitants. L'ethnie qui réside en Tarihant est l'ethnie kabyle.

## Économie

### Agriculture vivrière
Autrefois le village entier tirait sa subsistance de l’élevage et de cultures vivrières. Ces deux activités, fort ingrates eu égard reliefs fort escarpés et peu fertile du territoire, ne purent jamais garantir une sécurité alimentaire totale aux habitants. L’unique abondance dont pouvait jouir le village fut le trésor commun à tous les villages kabyle : la culture oléicole. L’olivier pousse en abondance sur les terres du village notamment dans la vallée Azaɣar qui a toujours été un lieu d’épanouissement exceptionnel pour l’oléacée. On trouve des traces de cette activité jusqu’à la période antique. Une huilerie artisanale taillée à même une paroi rocheuse est toujours visible à Iɣil. Les éléments tels le pilon et le pressoir taillés dans le roc ont su traversé les siècles.

### Oléiculture
L’activité oléicole est probablement la première activité économique du village. Bien qu’elle ne se pratique que dans un cadre d’autoproduction, elle génère néanmoins la première ressource locale. Les oliviers sont binés, élagués et soignés. Chaque famille possède en général un nombre suffisant d’oliviers pour que la récolte garantisse une quantité d’huile suffisante pour couvrir les besoins culinaires pendant une année.